# 鐵篆
鐵篆（1546年—？），字維信，號沙山，雲南永昌衛軍籍浙江杭州衛人，明朝政治人物。

## 生平
隆庆元年（1567年）丁卯科雲南鄉試第三十二名舉人。隆慶五年（1571年）中式辛未科會試第三百九十九名，三甲第二百四十五名進士。吏部觀政，授重庆府推官，萬曆五年（1577年）复除叙州府推官，丁憂歸。九年降为德庆州判官，升周府审理正，卒于官。

## 家族
曾祖鐵欽；祖父鐵慧；父鐵世學，母聶氏。具庆下。兄符、範。弟節。